# 王殷
王殷（—953年），唐朝和五代瀛州（今河北河間市）人。王殷出生在魏州的開元寺，長大後參軍，並逐漸升為偏將。後唐同光年間，任華州馬步軍副指揮使。天成年間，調任靈武都指揮使。清泰年間因功授予祁州刺史，不久改任原州刺史。到了後晉時期，後晉出帝石重貴召王殷典掌禁軍，後升官至奉國右廂都指揮使。後漢建立後，王殷跟著後漢高祖劉知遠一同討伐杜重威，因功於乾佑末年，遷任侍衛步軍都指揮使，遙領寧江軍節度使，為抵禦契丹，曾駐守於澶州。後於王殷跟隨郭威平定李業內亂，被授予侍衛親軍都指揮使。後周太祖郭威即位後，王殷被任命為天雄軍節度使，加封同平章事銜，依舊典掌禁軍。同時赴任鄴都鎮守，黃河以北各鎮軍隊均受王殷節制。由於王殷於鎮守鄴都期間大肆搜刮民財，再加上回京後，王殷負責郊祭大典的安保工作，要求增撥士兵武器的行為，使得郭威懷疑王殷懷有二心。郭威於滋德殿命侍衛拿下王殷，並削去所有官爵職位，流放至登州，最終王殷被郭威下詔就地正法，死在前往登州途中。

## 家世
王殷的曾祖王昌裔，為瀛州別駕從事使。後因祖父王光被任命為滄州教練使，因此全家遷至滄州居住。唐朝末年，幽州、滄州大亂，王殷的父親王咸圭為避亂選擇南遷，因而投奔魏州軍中。

## 早年經歷
王殷出生於魏州的開元寺，長大後參軍，並累功升為偏將。後唐同光年間，任華州馬步軍副指揮使。天成年間，調任靈武都指揮使。清泰年間，張令昭佔據鄴城反叛，王殷跟隨范延光前去討伐，因功授予祁州刺史，後改任原州刺史。

## 為人孝順
王殷為人謙謹好禮，因孝順母親而聞名於世。在與他人結交前，都會先禀告母親，若母親不答應，王殷就必不往來。即使身處軍營，也不會因此濫交豬朋狗友。後來王殷擔任刺史，若是在政事上有小過失，而被母親責備，便會立即命奴僕杖責自己，並同時在母親面前用竹板鞭打自己。但是也有一說是，王殷母親覺察王殷在政事有失後，便要王殷站在堂前，責問他並用棍子打他。後晉天福年間，王殷母親去世。正當王殷為母親守喪時，後晉高祖石敬瑭下詔重新啟用王殷，擔任憲州刺史。王殷以希望能服完母喪上表推辭，石敬瑭嘉獎他的孝行並答應了他。直到後晉出帝石重貴即位，正逢王殷服喪期滿，才召王殷典掌禁軍。

## 作戰身先士卒
在跟隨范延光前去討伐佔據佔據鄴城的張令昭時，王殷冒著弓矢打中的危險，率先登上城牆。後漢建立後，王殷跟隨後漢高祖劉知遠一同討伐佔據鄴城的杜重威，王殷率先登城力戰，被箭矢射中腦袋，並從嘴巴穿出卻大難不死。戰後，劉知遠嘉獎王殷，任命他爲侍衛步軍都指揮使，兼領寧江軍節度使。後為抵禦契丹，又命王殷駐守澶州。

## 後周開國功臣
後漢隱帝劉承祐即位後，大權掌握在重臣楊邠、郭威、史弘肇、王章之手。李業等人對此積怨已深，於是密謀誅殺史弘肇等人，並將計畫告知。隔日，楊邠、史弘肇、王章等人上朝途經廣政殿，被埋伏的甲士數十人亂刀砍死，又派兵抓捕他們的黨羽、家屬和部曲，並盡數殺死。隨後，劉承祐下詔命供奉官孟業帶著詔書前往澶州及鄴都，命鎮寧節度使李洪義殺死王殷，又令鄴都行營馬軍都指揮使郭崇威、步軍都指揮使曹英殺郭威及王峻。然而，李洪義拿到詔書後，卻擔心事情無法成功，反而將詔書內容告訴王殷。隨後，王殷與李洪義一起派人至鄴都，請郭威赴京平定內亂。
郭威率軍平定李業之亂後，王殷也因功被授予侍衛親軍都指揮使。時逢契丹寇邊，李太后命郭威率大軍出征，京城的軍事防務則交由王殷負責。郭威行至澶州發生兵變，自立為帝，建立後周。王殷和王峻聽聞澶州兵變，派遣侍衛馬軍都指揮使郭崇威率領七百騎兵以拒武寧節度使劉贇進京，並遣前申州刺史馬鐸率領軍隊至許州，以防再度生變。後周太祖郭威正式即位後，王殷被任命為天雄軍節度使，加封同平章事銜，依舊典掌禁軍。同時赴任鄴都鎮守，黃河以北各鎮軍隊均受王殷節制。

## 謀反遭誅
王殷於鎮守鄴都期間，大肆收斂民財，而且為人恃功專橫，擅自調用河北軍隊，而不向郭威稟報。郭威聽聞覺得很厭惡，於是下詔告誡王殷：「朕起兵於鄴都，鄴都倉廩儲蓄充實，怎麼會不夠呢？只需要按時徵稅，上繳國家，其餘便已足夠你使用了。」但是王殷並未聽從。廣順三年（西元953年）九月的某一天是郭威的誕辰，王殷上表請求入朝拜壽。郭威擔心王殷居心不良，於是拒絕了他的請求。同年冬天，由於不久就要祭天，王殷私自帶兵進京朝見，但是郭威仍讓王殷負責郊祭大典的安保工作。只是王殷要求增撥士兵武器，以防不測的行為，引起郭威的疑心。此時，朝廷內外都因為郭威患病連走路都有困難，使得長期不能上朝，而又迫近郊祭，且王殷有威脅皇上的勢頭，感到擔憂。於是郭威強撐病體於滋德殿，命侍衛拿下王殷，並削去所有官爵職位，流放至登州，最終王殷又被郭威下詔就地正法，死在前往登州途中。後來郭威又立即命出鎮澶州的鄭仁誨趕赴鄴都，押送王殷的家屬遷往登州。而王殷二兒子是鄴都衙內指揮使，並未出來拜見鄭仁誨，鄭仁誨直接誅殺了他。

## 軼事
後周廣順三年春末，鄴城有座寺廟裡懸掛著的大鐘因為繩子斷裂而掉下來，又有火光從幡旗上出現。而王殷入京朝見時，鄴都人在離亭為他餞行，王殷上馬時腳踩空，沒有踩到馬鐙，故而翻落馬下，摔倒在地。人們都驚愕認為不吉利，後果然遭禍。

## 延伸阅读
[在维基数据编辑]
 在维基文库阅读此作者作品
 《舊五代史/卷124》，出自薛居正《舊五代史》
 《新五代史·卷50》，出自歐陽修《新五代史》